# Fosseux
Fosseux település Franciaországban, Pas-de-Calais megyében. Lakosainak száma 126 fő (2022. január 1.). Fosseux Hauteville, Wanquetin, Avesnes-le-Comte, Barly, Bavincourt és Gouy-en-Artois községekkel határos.

## Népesség
A település népességének változása:
| Lakosok száma | 142  | 140  | 141  | 136  | 133  | 129  | 128  | 127  | 126  |
|               | 2013 | 2015 | 2016 | 2017 | 2018 | 2019 | 2020 | 2021 | 2022 |